# Królewski Protokół
Tytulatura królewska – w starożytnym Egipcie zwana „Królewskim Protokołem” – był to pełny zestaw imion noszonych przez faraonów. Tytulatura królewska (z wyjątkiem Nomen) była swoistym manifestem programowym panującego faraona. Większość faraonów znana jest ze swego imienia otrzymywanego podczas narodzin (Nomen), jednakże listy faraonów, tzw. listy królewskie (Karnak, Abydos) prezentują ich pod imieniem tronowym (Prenomen).
W skład tytulatury wchodziło pięć wielkich imion oraz dodatkowe epitety umieszczane na reliefach i malowidłach przed kartuszami.

## Najstarsze – „Horusowe”
| G5 |

 –  wpisane w fasadę pałacu (serech). Imię króla wpisywano tam w ramy planu pałacu. Było oficjalnym imieniem faraona do wczesnego okresu Starego Państwa.

## Nebty – „Dwu Pań”
| G16 |

 – wężycy (kobry) Wadżet – patronki Delty i sępicy Nechbet – patronki Doliny.  Imię stanowiące echo książęcej kariery następcy tronu, zapowiadającej koronację.

## „Złotego Horusa”
| G8 |

 – symbolizujące prawdopodobnie triumf Horusa nad Setem oraz wyrażające znaczenie jakie miało złoto w wierzeniach o nieśmiertelności i wieczności.

## Prenomen – „nesut-bity”
| M23 · X1 | L2 · X1 |

 – „Ten-który-należy-do-Pszczoły i Trzciny” (symbole Górnego i Dolnego Egiptu); przyjęte tłumaczenie: Król Górnego i Dolnego Egiptu. Imię tronowe, przyjmowane przez faraona podczas jego koronacji. Zapisywane tak jak i Nomen w kartuszu (magicznym węźle „szen”).

## Nomen – „Se-Re”
| G39 | N5 |

 – „Syn Re, Pana Światłości” – jako jedyne z tytulatury, nadawane dziecku z rodziny królewskiej przy narodzinach. Było to często imię rodowe, jak np. u Ramzesów. Zapisywane tak jak i Prenomen w kartuszu.

## Neb Taui
| V30 · N17 · N17 |

 – „Pan Obu Krajów”. Epitet, będący obok Pięciu Wielkich Imion częścią składową tytulatury królewskiej. Często na malowidłach i reliefach umieszczany przed kartuszami z imionami królewskimi.

## Nefer Neczer (dosł.: piękny bóg)
| R8 | F35 |

 – „Dobry bóg”. Podobnie jak „Pan Obu Krajów” – część składowa tytulatury królewskiej często umieszczona  przed kartuszami z imionami królewskimi.
Maat-Ka-Re Sprawiedliwa-jest-Dusza-Re, Chenemet-Amon-Hatszepsut Ta-która-obejmuje-Amona Pierwsza-z-najszlachetniejszych-kobiet – to imiona Hatszepsut.

Neb-cheperu-Re-Heka-Maat Pan-przejawów-Re, Pan prawdy, Tut-anch-Amon-Heka-Junu-Semai\Resit Żywy-wizerunek-Amona, Władca Heliopolis\Teb – to imiona Tutanchamona.

Men-Maat-Re Wieczna/trwała jest sprawiedliwość/Harmonia Re, Seti-mery-en-Ptah Seti ukochany przez Ptaha – to imiona Setiego I.

User-Maat-Re-Setep-en-Re Potężna jest Harmonia Re, Wybrańca Re, Ra-messisu-meri-Amon Zrodzony przez Re, Ukochany przez Amona – to imiona Ramzesa II.

## TytulaturaAmenhotepa I
|             |        |            |
| \| \| \| \| |        |            |
|             |        |            |
| i           | mn · n | Y1 · t · p |

| i | mn · n | Y1 · t · p |

|             |        |            |
| \| \| \| \| |        |            |
|             |        |            |
| i           | mn · n | Y1 · t · p |

| i | mn · n | Y1 · t · p |

|             |        |            |
| \| \| \| \| |        |            |
|             |        |            |
| i           | mn · n | Y1 · t · p |

| i | mn · n | Y1 · t · p |

|             |        |            |
| \| \| \| \| |        |            |
|             |        |            |
| i           | mn · n | Y1 · t · p |

| i | mn · n | Y1 · t · p |

|          |           |
| \| \| \| |           |
|          |           |
| N5       | D45 · D28 |

| N5 | D45 · D28 |

|          |           |
| \| \| \| |           |
|          |           |
| N5       | D45 · D28 |

| N5 | D45 · D28 |

|          |           |
| \| \| \| |           |
|          |           |
| N5       | D45 · D28 |

| N5 | D45 · D28 |

|          |           |
| \| \| \| |           |
|          |           |
| N5       | D45 · D28 |

| N5 | D45 · D28 |

| G5 | E1 | G43 | D36 · I9 | N17 · N17 · N17 |

| G5 | E1 | G43 | D36 · I9 | N17 · N17 · N17 |

| G16 | O29 · n · r | H4 | G43 |

| G16 | O29 · n · r | H4 | G43 |

| G8 | V29 | M4 | M4 | M4 |

| G8 | V29 | M4 | M4 | M4 |